# Semiothisa cyrilaria
Semiothisa cyrilaria là một loài bướm đêm trong họ Geometridae.